# Campeonato Mundial de Ciclismo em Pista de 1913
O Campeonato Mundial UCI de Ciclismo em Pista de 1913 foi realizado em Berlim, Alemanha, para amadores e em Leipzig, Alemanha, para profissionais, entre os dias 23 de 31 de agosto. Quatro provas masculinas foram disputadas, duas de profissionais e duas de amadores.

## Sumário de medalhas

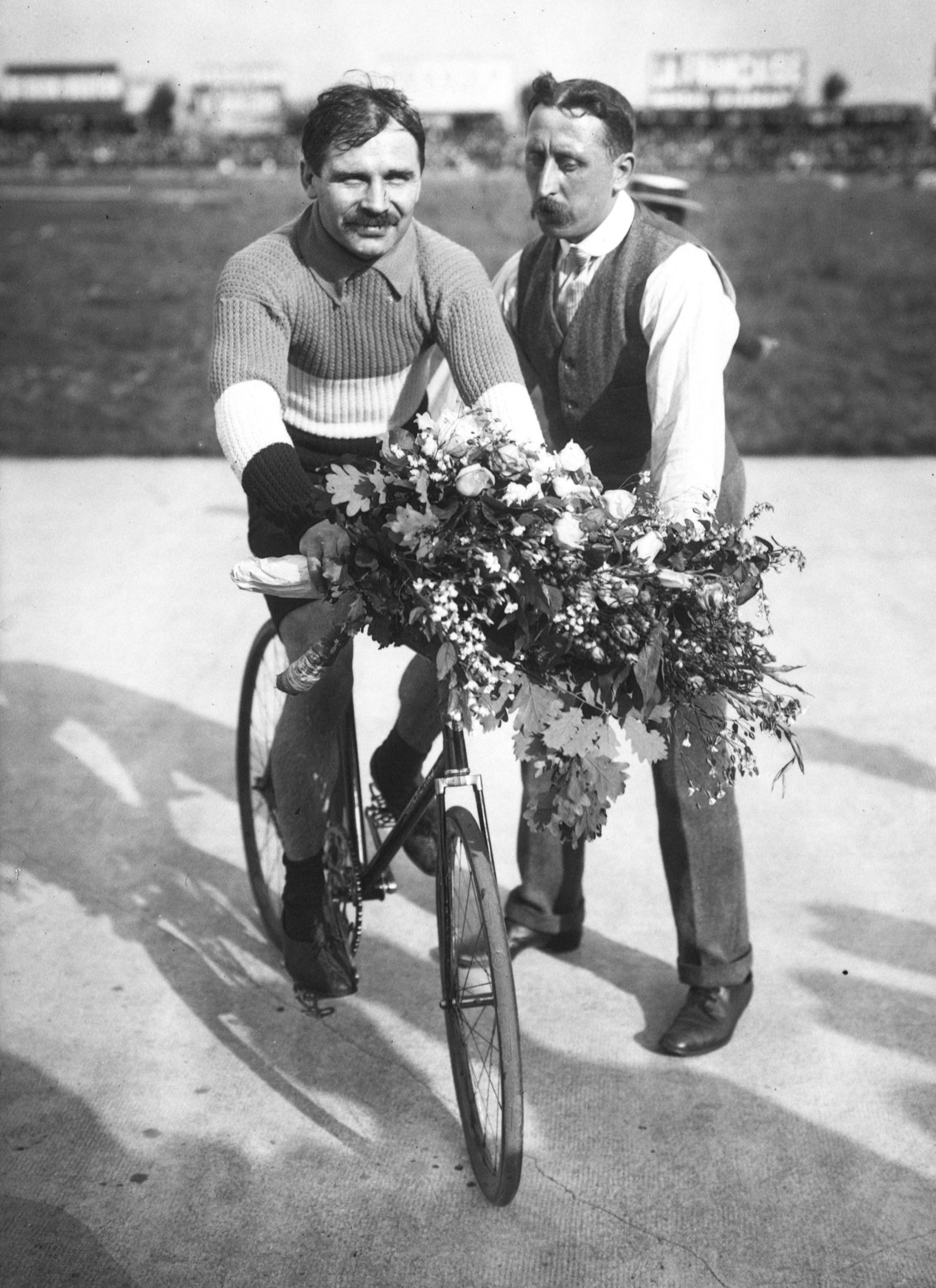
Paul Guignard ciclista profissional da França, vencedor da prova motor-paced.

| Eventos profissionais masculinos |                              |                                |                                |
| Velocidade individual            | Walter Rütt · Alemanha       | Thorvald Ellegaard · Dinamarca | André Perchicot · França       |
| Motor-paced                      | Paul Guignard · França       | Jules Miquel · França          | Richard Scheuermann · Alemanha |
| Eventos amadores masculinos      |                              |                                |                                |
| Velocidade individual            | William Bailey · Reino Unido | Harry Ryan · Reino Unido       | Christel Rode · Alemanha       |
| Motor-paced                      | Leon Meredith · Reino Unido  | Alex Beyer · Alemanha          | Cor Blekemolen · Países Baixos |

## Quadro de medalhas
| Ordem | País          | Medalha de ouro | Medalha de prata | Medalha de bronze | Total |
| ----- | ------------- | --------------- | ---------------- | ----------------- | ----- |
| 1     | Reino Unido   | 2               | 1                | 0                 | 3     |
| 2     | Alemanha      | 1               | 1                | 2                 | 4     |
| 3     | França        | 1               | 1                | 1                 | 3     |
| 4     | Dinamarca     | 0               | 1                | 0                 | 1     |
| 5     | Países Baixos | 0               | 0                | 1                 | 1     |